# Герздорф
Герздорф (фр. Gœrsdorf) насеље је и општина у источној Француској у региону Алзас, у департману Доња Рајна која припада префектури Висембург.
По подацима из 2011. године у општини је живело 1132 становника, а густина насељености је износила 86,15 становника/km². Општина се простире на површини од 13,14 km². Налази се на средњој надморској висини од 215 метара (максималној 463 m, а минималној 164 m).

## Демографија
| 1962. | 1968. | 1975. | 1982. | 1990. | 1999. | 2011. |
| ----- | ----- | ----- | ----- | ----- | ----- | ----- |
| 852   | 883   | 937   | 969   | 942   | 984   | 1.132 |

График промене броја становника у току последњих година